# Bajo el sol de la Toscana
Bajo el sol de la Toscana -Under the Tuscan sun en inglés- es una película estadounidense dirigida por Audrey Wells y protagonizada por Diane Lane, Raoul Bova, Sandra Oh y Kate Walsh. Se estrenó el 26 de septiembre de 2003 en Estados Unidos y el 13 de febrero de 2004 en España.

## Argumento

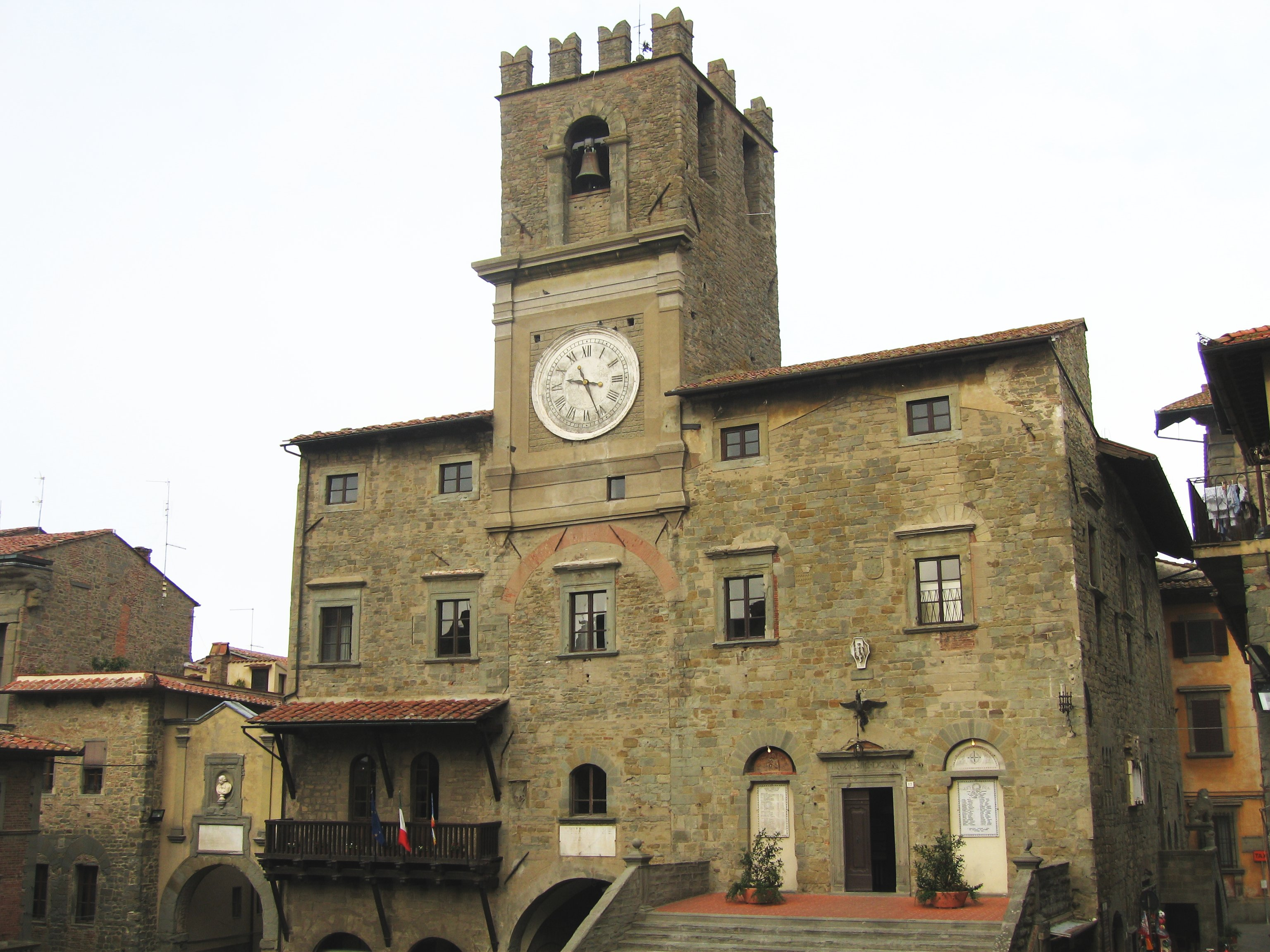
Ayuntamiento de Cortona.

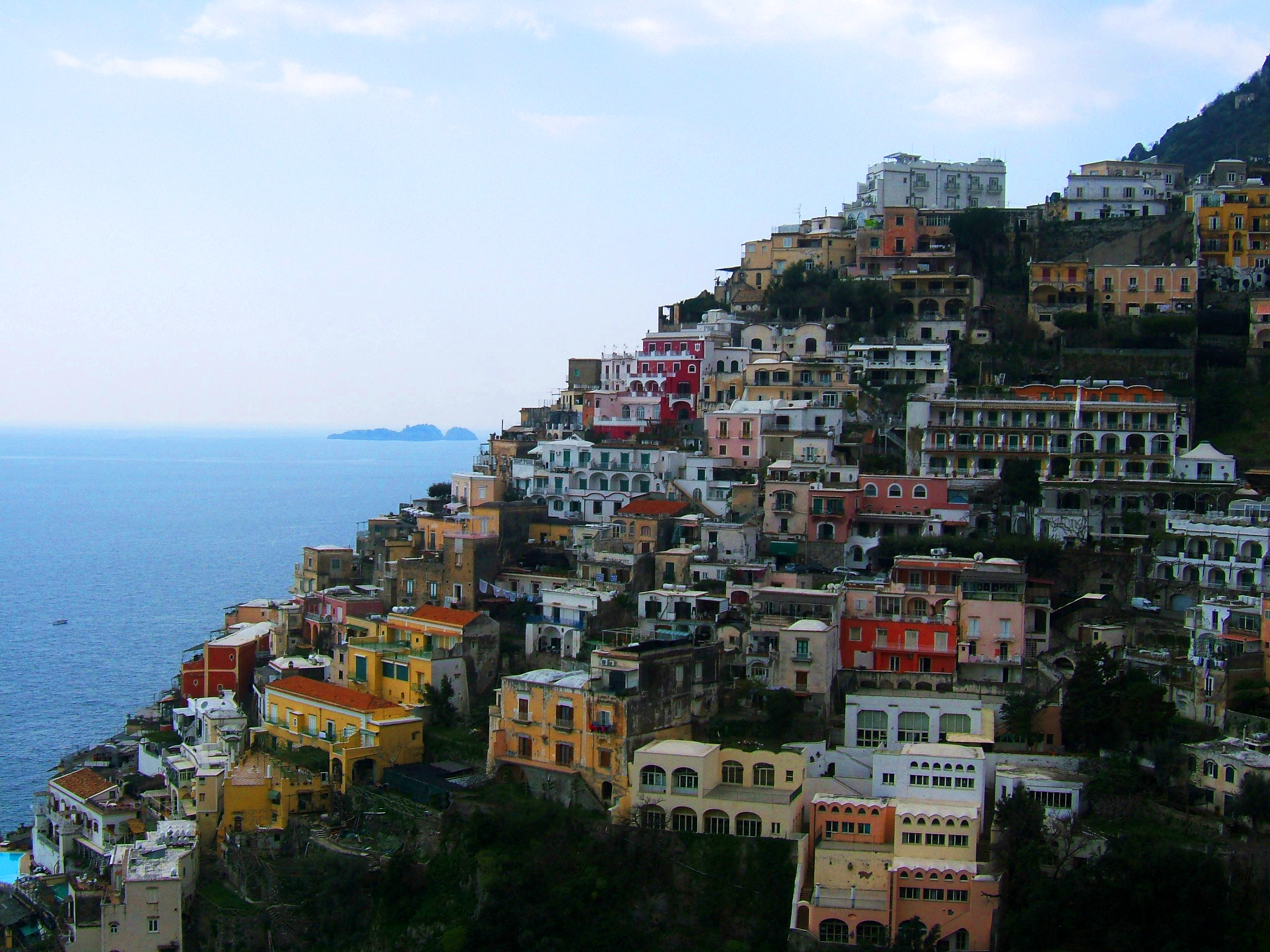
Positano, pueblo del amante de Frances. Archivo: Stepanie Costa.

Frances Mayes (Diane Lane) es una escritora estadounidense de 35 años cuyo reciente divorcio le ha sumido en una profunda depresión que le impide poder escribir. Su mejor amiga, Patti (Sandra Oh), preocupada por su estado, le regala un viaje de diez días a la hermosa Toscana italiana para levantarle el ánimo. Una vez allí, Frances se encapricha de una finca que está prácticamente en ruinas y decide comprarla. La casa necesita muchas reformas pero ella está dispuesta a restaurarla y empezar una nueva vida. A medida que se va acomodando en su nuevo hogar, Frances hará nuevos amigos, descubrirá las costumbres locales, se descubrirá a sí misma y comprobará que el destino le depara aún muchas sorpresas.

## Recepción crítica y comercial
Según la página de Internet Rotten Tomatoes recibió un 62% de comentarios positivos, llegando a la siguiente conclusión: "Aunque es tópica y superficial "Bajo el sol de la toscana" se beneficia de una estupenda y vibrante interpretación de Diane Lane."
Según la página de Internet Metacritic obtuvo críticas mixtas, con un 52%, basado en 35 comentarios de los cuales 12 son positivos.
Recaudó en Estados Unidos 43 millones de dólares. Sumando las recaudaciones internacionales la cifra asciende a casi 59 millones. Su presupuesto fue de 18 millones. 

## Premios

### Globos de Oro
| Año  | Categoría                        | Persona    | Resultado |
| ---- | -------------------------------- | ---------- | --------- |
| 2004 | Mejor actriz - Comedia o musical | Diane Lane | Candidata |

## DVD
Bajo el sol de la Toscana salió a la venta el 24 de agosto de 2004 en España, en formato DVD. El disco contiene un documental sobre La Toscana, escenas eliminadas y comentarios en audio.